# Adıyaman
Adıyaman (in curdo Semsûr‎) è un comune di 178 538 abitanti nella provincia di Adıyaman, in Turchia.